# Матиас Гебхард фон дер Шуленбург
Матиас Гебхард фон дер Шуленбург (на немски: Matthias Gebhard, Graf von der Schulenburg; * 1660; † 1708) е граф от род фон дер Шуленбург от клон „Бялата линия“ от Алтенхаузен, Саксония-Анхалт.
Той е най-големият син на фрайхер Александер III фон дер Шуленбург (1616 – 1683) и първата му съпруга Аделхайд Агнес фон Алвенслебен (1636 – 1668), дъщеря на Гебхард XXIV фон Алвенслебен (1591 – 1667) и Берта София фон Залдерн († 1670). Внук е на фрайхер Матиас V фон дер Шуленбург (1578 – 1656) и Маргарета Шенк фон Флехтинген (1571 – 1636). Баща му се жени втори път на 4 юни 1671 г. за Анна София фон Бисмарк (1645 – 1709), дъщеря на Август фон Бисмарк (1611 – 1670).
Братята му са фрайхер, генерал-лейтенант Александер фон дер Шуленбург IV (1662 – 1733) и граф Даниел Лудолф фон дер Шуленбург (1667 – 1741), а полу-братята Август фон дер Шуленбург (1672 – 1722), Бернхард Вернер фон дер Шуленбург († 1674) и граф Якоб IV фон дер Шуленбург (1676 – 1757).

## Фамилия
Матиас Гебхард фон дер Шуленбург се жени за Мария Кристина Куртц († 1750). Те имат два сина:
- Александер V фон дер Шуленбург (1706 – 1770), женен за Доротея Елеонора Флорентина Кристиана фон Ангерн (* 1728; † сл. 1789); нямат деца
- Матиас Даниел фон дер Шуленбург (1708 – 1739)